# Sh2-155
Sh2-155 (tên gọi khác là Caldwell 9, Sharpless 155 hay S 155) là tên của một tinh vân khuếch tán nằm trong chòm sao Tiên Vương. Khoảng cách của nó tới Trái Đất là 2400 năm ánh sáng (725 parsec). Nó nằm trong một phức hợp tinh vân, vừa có tính chất phát ra, phản chiếu và tinh vân này còn là một tinh vân tối. Tên thường gọi của tinh vân Sh2-155 là Tinh vân trong động, mặc dù tên này đã được đặt cho một tinh vân khác nằm trong chòm Tiên Vương là Ced 201. Sh2-155 còn là một vùng H II bị ion hóa với hoạt động hình thành sao đang diễn ra.
Sh2-155 được ghi nhận lần đầu tiên là một tinh vân phát xạ thiên hà vào năm 1959 trong lần sửa đổi thứ hai của danh sách Sharpless. Mặc dù tinh vân này tương đối mờ nếu không quan sát để nghiên cứu. Nếu bầu trời tối, ta có thể nhìn thấy một vài phần của nó bằng một kính viễn vọng có kích thước vừa phải.
Tinh vân này nằm ở rìa của đám mây Cepheus B (một phần của đám mây phân tử Cepheus) và bị ion hóa bởi những ngôi sao trẻ trong mối liên kết sao Cep OB3.

## Tên gọi
Cái tên "Tinh vân trong động" được đặt ra cho vật thể này bởi nhà thiên văn học người Anh Patrick Moore, có lẽ xuất phát từ hình ảnh chụp ảnh cho thấy một vòng cung cong của tinh vân này giống với miệng hang. Mặc dù tên gọi này đã được đặt cho một tinh vân khác tên là Ced 201 hoặc VdB 152 ở vị trí xích kinh 22h 13m 27s và độ nghiêng +70° 15′ 18″.

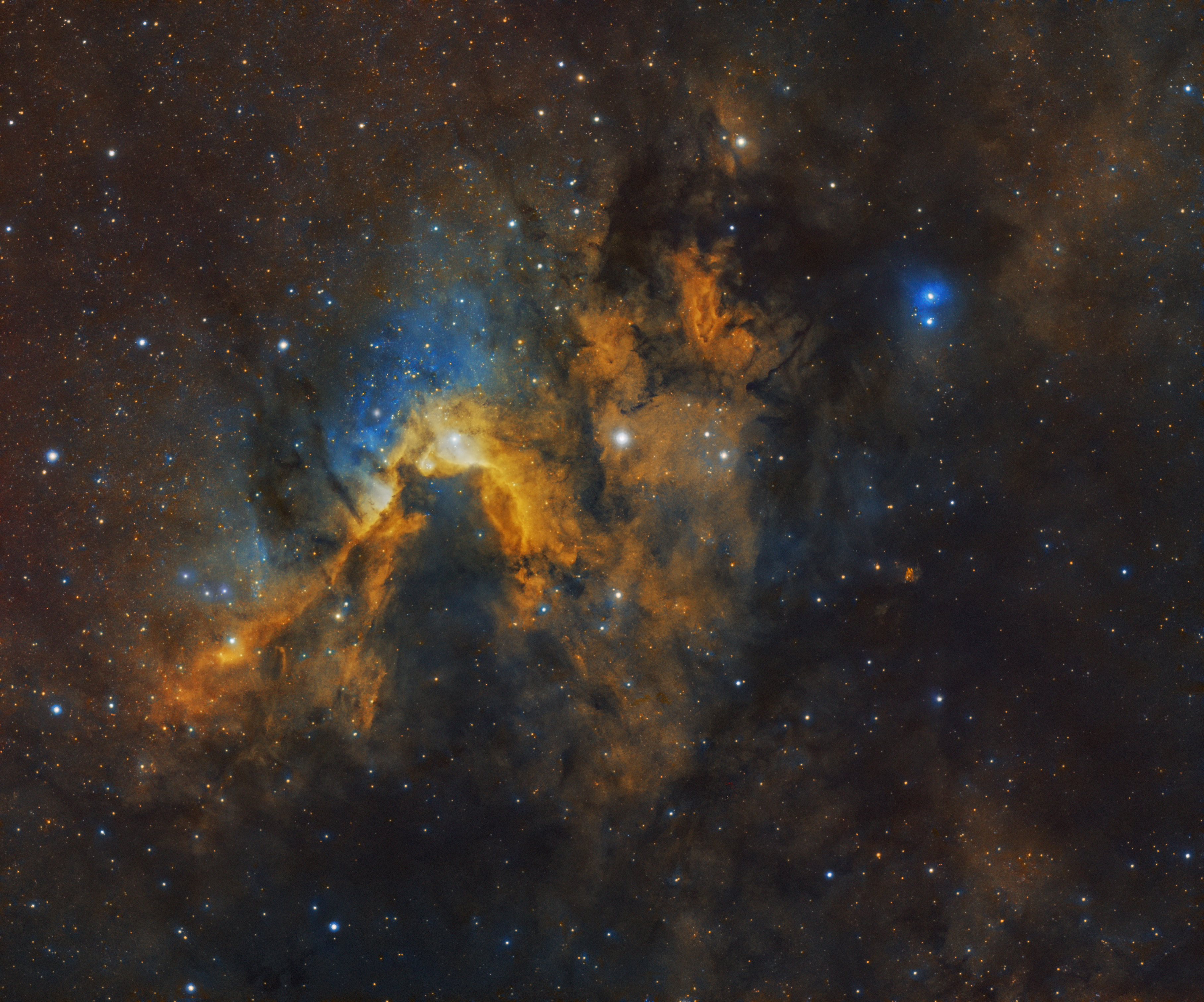
Tinh vân trong động trong Bảng màu Hubble (Sii, Ha, Oiii), Được chụp từ Leeds Vương quốc Anh bởi nhiếp ảnh chiêm tinh nghiệp dư urmymuse.